# Jeanne Richard
Jeanne Richard (Thonon-les-Bains, 13 aprile 2002) è una biatleta francese.

## Biografia
Attiva dalla stagione 2019-2020, Jeanne Richard si è messa in evidenza ai campionati mondiali del 2023 quando ha vinto la medaglia d'argento in tutte e cinque le gare in programma, sia individuali che a squadre. Ha esordito in Coppa del Mondo il 5 gennaio 2024 a Oberhof in sprint (8ª) e ha ottenuto la prima vittoria, nonché primo podio, il 10 gennaio seguente a Ruhpolding in staffetta; ai successivi Mondiali di Nové Město na Moravě 2024, sua prima presenza iridata, si è classificata 15ª nella sprint e 18ª nell'inseguimento e a quelli di Lenzerheide 2025 si è piazzata 28ª nella sprint, 34ª nell'inseguimento, 23ª nell'individuale, 4ª nella partenza in linea. Non ha preso parte a rassegne olimpiche.

## Palmarès

### Mondiali juniores
- 6 medaglie:
  - 5 argenti (sprint, inseguimento, individuale, staffetta, staffetta mista a Šchuchinsk 2023)
  - 1 bronzo (staffetta a Soldier Hollow 2022)

### Coppa del Mondo
- Miglior piazzamento in classifica generale: 6ª nel 2025
- 5 podi (1 individuale, 4 a squadre):
  - 1 vittoria (a squadre)
  - 2 secondi posti (1 individuale, 1 a squadre)
  - 2 terzi posti (1 individuale, 1 a squadre)

#### Coppa del Mondo - vittorie
| Data            | Località   | Nazione  | Spec.                                                  |
| --------------- | ---------- | -------- | ------------------------------------------------------ |
| 10 gennaio 2024 | Ruhpolding | Germania | RL (con Lou Jeanmonnot, Sophie Chauveau e Julia Simon) |

Legenda:

RL = staffetta